# Îlot Persil
Pour les articles homonymes, voir Persil (homonymie).
 (novembre 2014).
L'îlot Persil (en espagnol : Isla de Perejil, en amazigh : Tura ou Thoura, en arabe :  جزيرة تورة) ou îlot Leïla est un territoire situé en Méditerranée au large des côtes marocaines, à moins de 2 km à l'ouest de la plage Belyounech. Ce territoire réduit, accidenté, aride et occasionnellement fréquenté par des bergers marocains lors de la marée basse, est surtout connu pour être un territoire contesté. Sa souveraineté demeure en effet disputée par l'Espagne et le Maroc et qui tous deux le revendiquent en s'appuyant sur des données géographiques et historiques. En effet, dès 1415, le territoire est considéré comme appartenant au Portugal, mais en 1668, à la suite du traité de Lisbonne (reconnaissance de l'indépendance du Portugal par le royaume d'Espagne et de la fin de l'Union Ibérique), le roi Alphonse VI reconnaît toutefois la souveraineté de ce territoire aux Espagnols au même titre que Ceuta qui ne souhaitait pas revenir dans le giron de son royaume.

## Toponymie
En français, deux noms sont en usage, îlot Persil et Îlot Leïla.
Le premier dérive de l'espagnol Isla Perejil de même sens. Selon Wenceslao Segura Gonzalez, ce nom espagnol tiendrait son nom Perejil (Persil) des grandes touffes de persil qui croissaient sur son sol ; cette plante, appelée aussi fenouil de mer, est le Crithmum maritimum des botanistes.
En arabe, le nom de l'île est Toura (تورة), reprenant le nom berbère signifiant « vide ».

## Géographie

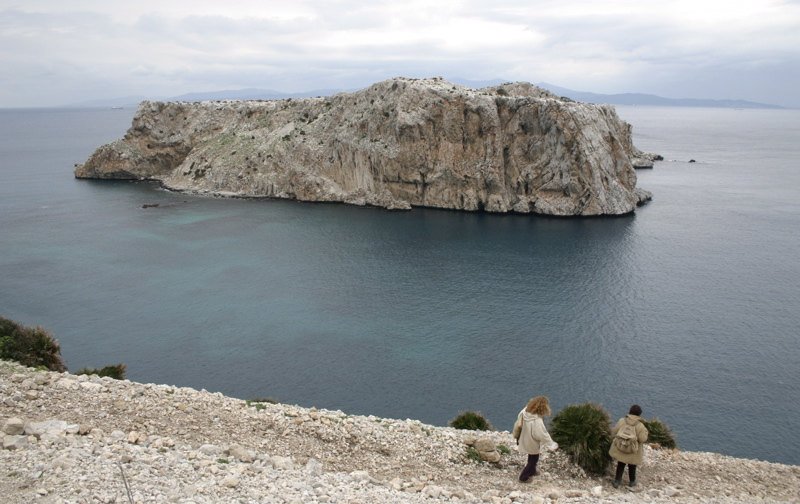
L'îlot Persil.

L'îlot a une superficie de 13 hectares et est situé à l'extrémité est du détroit de Gibraltar, à 200 m de la côte  marocaine. Très rocheux, l'îlot comporte des falaises tandis que sa végétation, très pauvre, n'est constituée que de petits buissons méditerranéens.

## L'Ogygie de Calypso
Pour Victor Bérard, Jean Cuisenier et d'autres chercheurs, l'îlot de Persil serait bien Ogygie, la fameuse île de Calypso, car sa description concorde avec celle des vers 55 à 72 du chant V de l'Odyssée d'Homère. Quant aux fameuses quatre sources, elles se trouveraient juste en face  sur la côte continentale, près de la plage de Benzus.

## Histoire

### Chronologie jusqu'en 1995
- 684 - 1415 : Souverainetés musulmanes (Idrissides, califat de Cordoue, époque des taïfas (Malaga), Almoravides, Almohades…).
- 1415 : Ceuta est occupée par le royaume du Portugal.
- 1580 - 1640 : le Portugal et ses colonies sont rattachées à la couronne d'Espagne après le décès du jeune roi Sébastien Ier à la bataille des Trois Rois en 1578 et du roi Henri en 1580 sans héritiers au trône.
- 1668 : le Portugal reconnaît la souveraineté espagnole sur Ceuta au Traité de Lisbonne.
- 1808 : l'Empire britannique s'empare de l'île, qui devient une dépendance de Gibraltar. Les Britanniques évacuent l'île en 1813 à la demande du roi d'Espagne Ferdinand VII.
- 1815 : au congrès de Vienne, les Britanniques confirment la souveraineté espagnole sur l'ile, mais ils refusent de rendre le rocher de Gibraltar.
- 1912 : protectorat franco-espagnol sur le Maroc.
- 1956 : l'Espagne lève le protectorat sur le Nord du Maroc, par conséquent le Maroc considère que l'îlot qui se trouve dans ses eaux territoriales est redevenu marocain.
- 1992 : le gouvernement espagnol octroie à Ceuta et Melilla le statut de villes autonomes. L’îlot du Persil n'est pas mentionné dans le nouveau statut. L'Espagne propose, en accord avec le Maroc, de maintenir le statu quo : interdiction de toute présence d’autorité civile ou militaire et absence de tout symbole représentatif d’une appartenance nationale.
- Mars 1995 : le projet d'autonomie de Ceuta est approuvé par les autorités espagnoles sans faire aucune mention à l'îlot Persil.

### 2002: crise de l'îlot Persil
Six membres des forces auxiliaires marocaines armés se positionnent sur l'îlot le 10 juillet 2002 pour y établir un poste de contrôle dans le cadre de la lutte contre le trafic de drogue et l'immigration clandestine. Le royaume d'Espagne considère cette action comme une invasion d'un territoire espagnol et lance le 17 juillet 2002 l'opération militaire « Recuperar Soberanía » (appelé aussi « opération Romeo Sierra ») pour laquelle elle mobilise plusieurs bateaux de guerre (mobilisation aussi faite par le Maroc) et débarque vingt-quatre soldats des Grupos de operaciones especiales dans six hélicoptères sur l'îlot. Cette opération coûta selon certains journaux espagnols environ un million d'euros.
D'une façon générale, le Maroc souligne l'absence de fondement juridique et légal solide prouvant l'appartenance de l'îlot à l'Espagne. Face à l'immobilisme de la diplomatie européenne, la ministre espagnole des Affaires étrangères Ana Palacio demande la médiation des États-Unis qui réussissent à faire rétablir le statu quo précédant le débarquement marocain[réf. nécessaire].

## Galerie

Situation et carte de l'îlot Persil
Localisation de l'île Persil dans le détroit de Gibraltar.
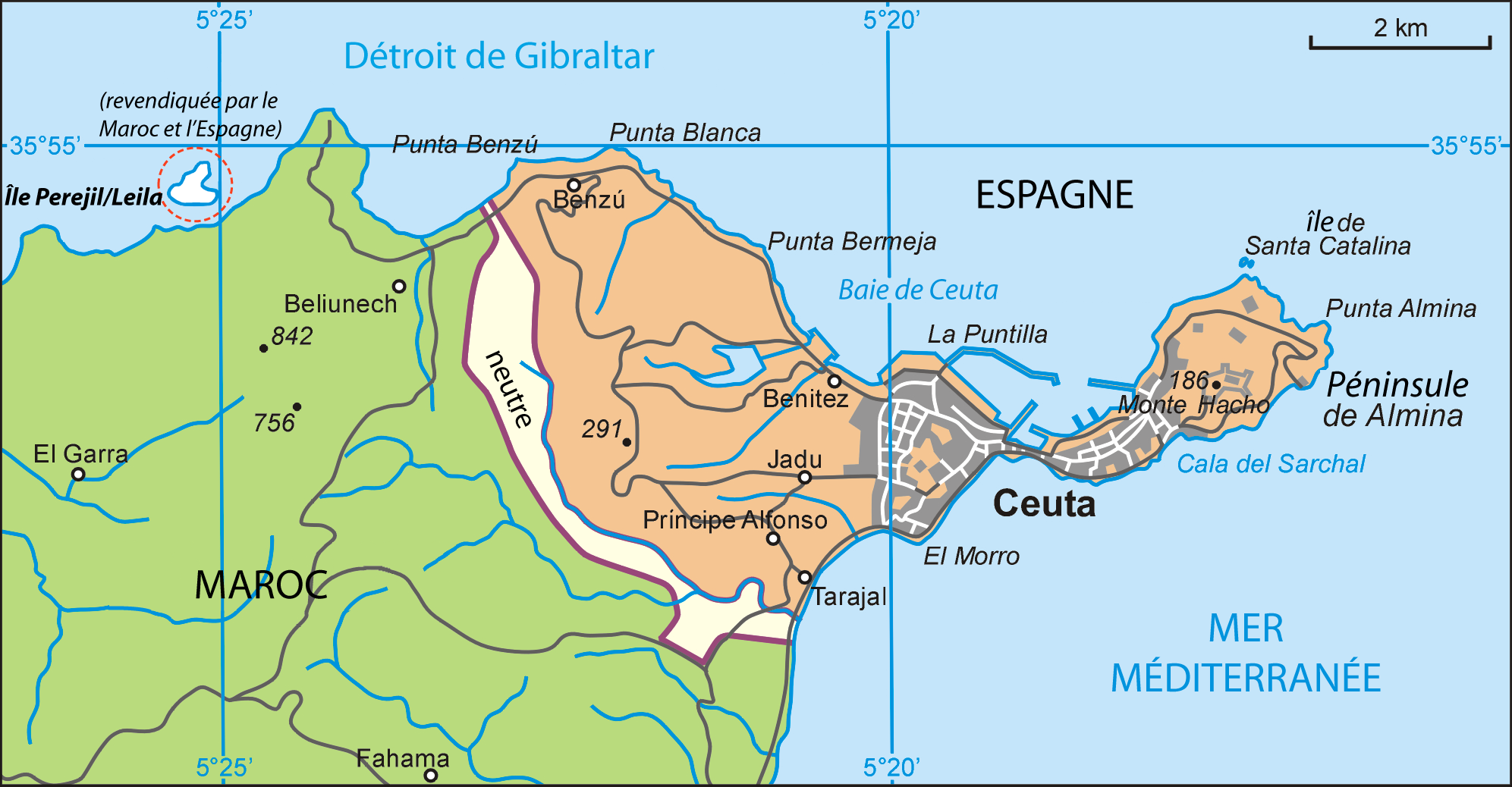
Carte montrant le nord du Maroc et l'enclave espagnole de Ceuta, incluant l'îlot Persil (en haut à gauche).
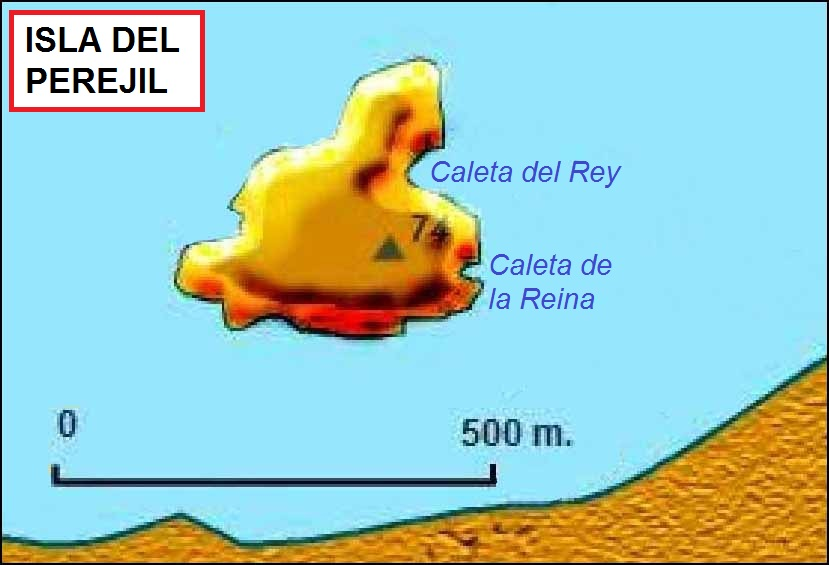
Carte de l'îlot Persil.

### Sources et bibliographie
- Valérie Gas, « Espagne : Accord sur l'îlot Persil/Leïla », sur RFI, 21 juillet 2002 (version du 22 février 2020 sur Internet Archive).
- « Discours de S.M. le Roi Mohammed VI à l'occasion du troisième anniversaire de l'accession du Souverain au Trône de ses glorieux ancêtres », sur Maroc.ma, 30 juillet 2002 (version du 31 octobre 2020 sur Internet Archive).
- « Morceaux choisis : Les perles du livre de Cembrero » (version du 28 septembre 2007 sur Internet Archive), Le Journal hebdo, Casablanca, s.d.  Traduction d'extraits d'un livre d'Ignacio Cembrero, journaliste espagnol d’El País, qui portent sur l'affaire de 2002 (auteur de la sélection ou de la traduction inconnu).
- (es) Máximo Cajal, Ceuta, Melilla, Olivenza y Gibraltar. ¿Dónde acaba España? [« Ceuta, Melilla, Olivenza et Gibraltar. D'où vient l'Espagne ? »], Madrid, Siglo XXI, 2003, 303 p. (ISBN 84-323-1138-3, présentation en ligne).  Máximo Cajal (1935-2014) était un avocat, écrivain et diplomate espagnol.

 : document utilisé comme source pour la rédaction de cet article.